# Вагон-ресторан

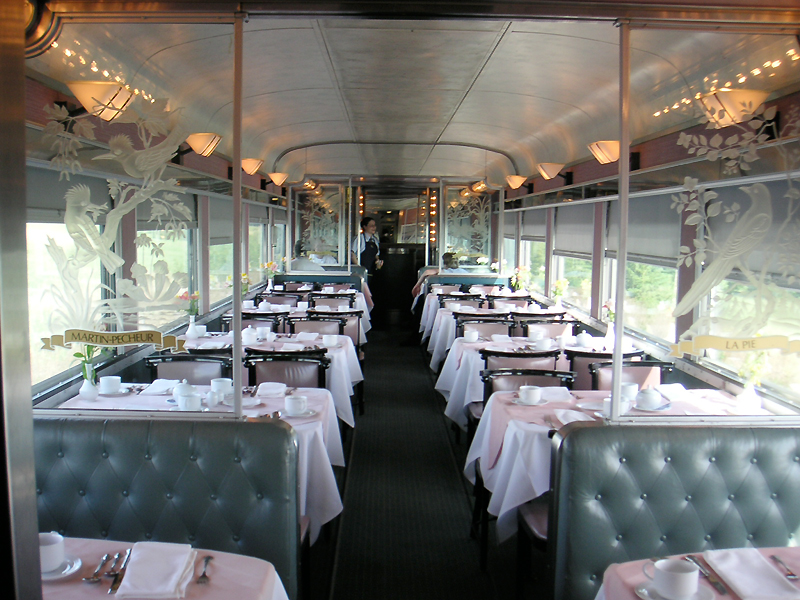
Интерьер вагона-ресторана трансконтинентального пассажирского поезда «Canadian»

Вагон-ресторан — железнодорожный вагон, предназначенный для обеспечения пассажиров горячим питанием, безалкогольными и алкогольными напитками в пути следования. Преимущественно включается в состав пассажирских поездов.

## История появления
Выпуск вагонов-ресторанов впервые начат компанией «Пульман» Джорджа Пулльмана в 1867 году.

## Конструктивные особенности

План вагона-ресторана
1. Тамбур. 2. Умывальное помещение. 3. Холодильные камеры.
4. Салон с четырёхместными столами. 5. Буфет. 6. Помещение для мойки посуды.
7. Кухонное отделение. 8. Котельное отделение.

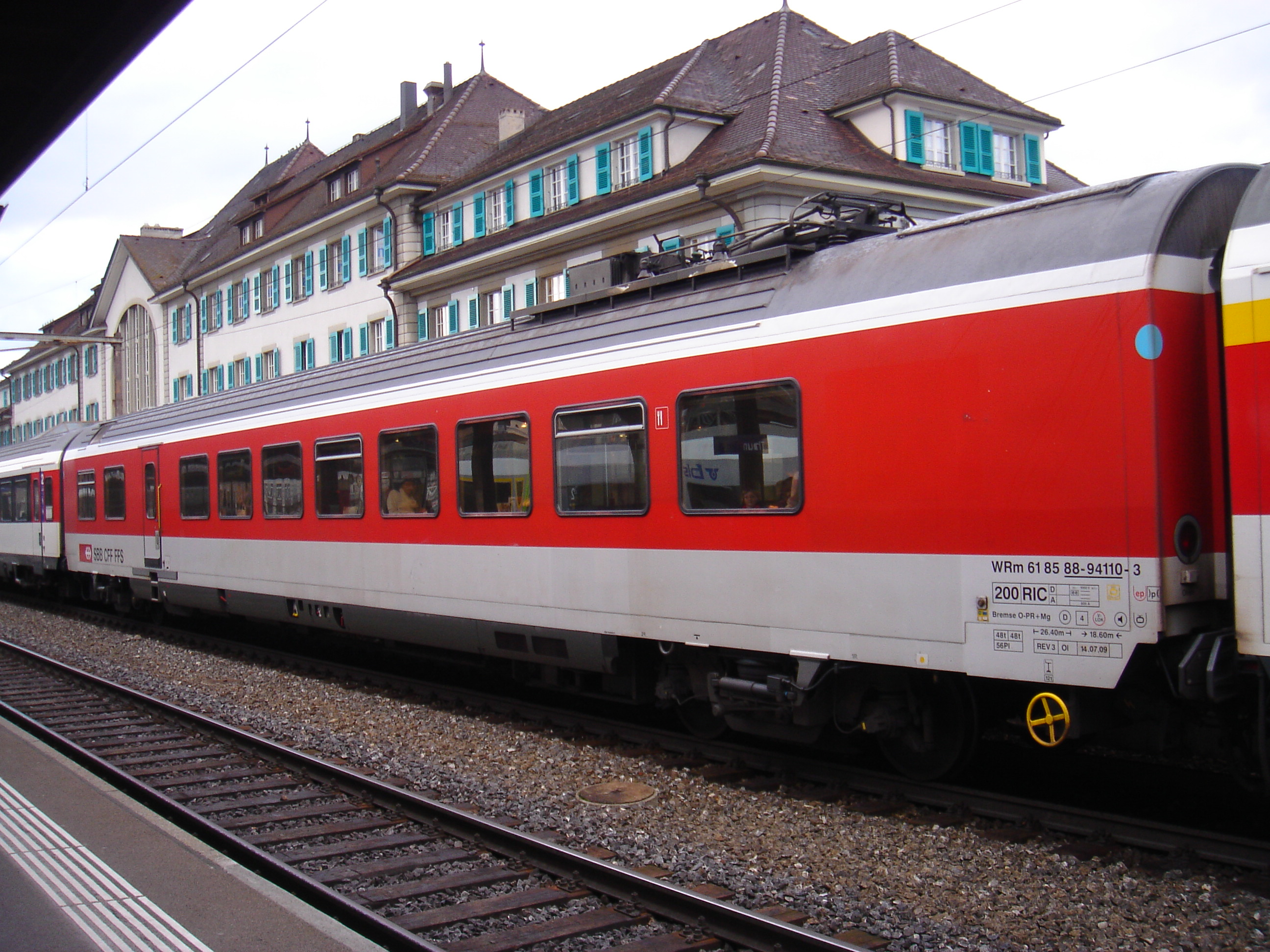
Вагон-ресторан с токоприёмником в Швейцарии

Вагон-ресторан, как правило, имеет типовые для пассажирских вагонов ходовые части, тормозное и автосцепное оборудование, а также салон, в котором размещены столы и буфет, кухонное и подсобные помещения. Кухонное отделение для приготовления горячей пищи оборудовано плитой с жидкотопливным или электрическим нагревом. В вагоне-ресторане установлено холодильное оборудование для хранения продуктов, охлаждения полуфабрикатов и приготовления пищевого льда. Предусмотрены раздельные системы водоснабжения кухонного отделения и умывального помещения. Вагон-ресторан оборудован системой кондиционирования воздуха и водяным отоплением с комбинированным электроугольным котлом. Электроснабжение потребителей индивидуальное (от подвагонного генератора) или централизованное от локомотива. В некоторых странах вагоны-рестораны снабжают токоприёмниками, что позволяет получать энергию от контактной сети, когда локомотив не прицеплен к составу.